# Litoria myola
Litoria myola är en groddjursart som beskrevs av Conrad J. Hoskin 2007. Litoria myola ingår i släktet Litoria och familjen lövgrodor. IUCN kategoriserar arten globalt som akut hotad. Inga underarter finns listade i Catalogue of Life.